# Benedetto Riccabona de Reichenfels

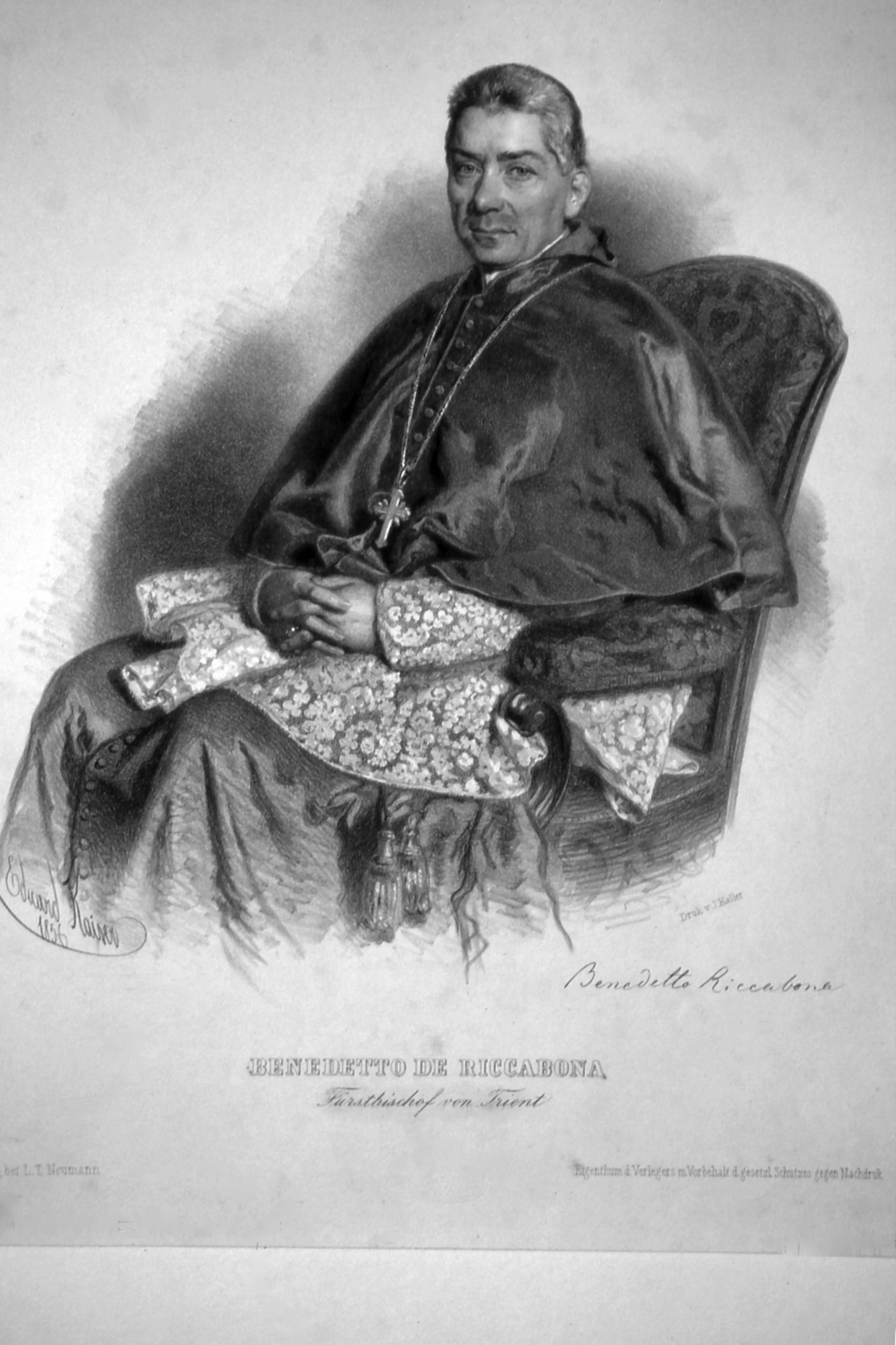
Riccabona de Reichenfels, prins-bisschop van Trente

Benedetto Riccabona de Reichenfels of Reinchenfels (Cavalese, 23 maart 1807 – Trente, 13 maart 1879) was een Italiaans rooms-katholiek prelaat in het keizerrijk Oostenrijk. Hij was achtereenvolgens bisschop van Verona (1854-1861) in het Oostenrijkse koninkrijk Lombardije-Venetië en dan prins-bisschop van Trente (1861-1879) in het Oostenrijkse vorstendom Tirol.

## Levensloop
Riccabona studeerde theologie in Trente en werd tot priester gewijd (1830). Dankzij zijn oom, K.J. Riccabona von Reichenfels, bisschop van Passau, mocht hij werken op de pauselijke nuntiatuur in München (1832-1838). In 1851 werd hij kanunnik in Bolzano.
Keizer Frans Jozef I benoemde Riccabona tot bisschop van Verona in 1854. In datzelfde jaar was Riccabona in Rome wanneer paus Pius IX de Onbevlekte Ontvangenis van Maria afkondigde. Voor Riccabona was dit het signaal om in het bisdom Verona de Mariacultus te stimuleren. Door het Verdrag van Zürich in 1859 verloor de paus grondgebied: een deel van de Pauselijke Staat viel onder invloed van het oprukkende koninkrijk Piëmont-Sardinië. Bisschop Riccabona liet kerkdiensten doorgaan om geld in te zamelen zodat het pauselijk leger kon versterkt worden. Riccabona’s ideeën om de Pauselijke Staat te redden, vielen in slechte aarde bij de liberalen en patriotten in Verona.
Riccabona wisselde de bisschopstroon van Verona in voor deze van Trente (1861). Formeel droeg hij de titel van prins-bisschop alhoewel hij geen territorium bestuurde. Trente en heel Zuid-Tirol behoorden tot Oostenrijk. Riccabone voerde verder zijn Ultramontaanse politiek om de paus te steunen. Zijn toespraak op de feestelijkheden van het 300-jarig jubileum van het Concilie van Trente in 1863 maakte ophef; het was een tirade tegen liberalen, protestanten en patriotten. Riccabona maakte zich evenmin geliefd bij het Oostenrijks bestuur: hij wilde het Italiaanstalig deel van Tirol, Zuid-Tirol, afscheiden van Oostenrijk. Hij publiceerde hiervoor een tijdschrift in het Italiaans, voor de Italiaanstalige parochies in Tirol (1865), la Voce Cattolica. 
In Trente kon Riccabona alleen maar vaststellen dat de resten van de Pauselijk Staat opgingen in het eengemaakte Italië. Zelf kon hij dit aan den lijve ondervinden tijdens het Eerste Vaticaans Concilie in 1870. Het concilie werd afgebroken door de Inname van Rome, namelijk het krijgsgeweld van de oprukkende Italiaanse troepen.
In 1871 viel de Oostenrijkse politie binnen in de drukkerij van het bisdom. Zij namen een herderlijk schrijven in beslag waarin Riccabona opriep de Pauselijke Staat te herstellen omwille van de onfeilbaarheid van de paus.
Van 1861 tot 1879 zetelde Riccabona in de Rijksraad in Wenen. Hij had eveneens zitting in het deelstaatparlement van Tirol.